# Diplectrona oculata
Diplectrona oculata är en nattsländeart som först beskrevs av Banks 1931.  Diplectrona oculata ingår i släktet Diplectrona och familjen ryssjenattsländor. Inga underarter finns listade i Catalogue of Life.